# Acheta pachycephalus
Acheta pachycephalus är en insektsart som först beskrevs av Karsch 1893.  Acheta pachycephalus ingår i släktet Acheta och familjen syrsor. Inga underarter finns listade i Catalogue of Life.